# Teoria arqueológica
A teoria arqueológica trata da prática da arqueologia e da interpretação dos resultados arqueológicos.

## Principais Escolas
- Arqueologia Positivista
- Arqueologia Funcionalista
- Arqueologia Evolucionista
- Arqueologia histórico-cultural
- Arqueologia Marxista
- Arqueologia Processual ou Nova Arqueologia
- Arqueologia Pós-Processual
- Etnoarqueologia

## Principais Autores
- Gordon Childe
- Oscar Montelius
- Gustaf Kossinna
- Lewis Binford, da Nova Arqueologia, ou Arqueologia Processual
- Luiz Felipe Bate, (orientação marxista)
- Steven Mithen, da Arqueologia Pós-Processual